# Щитник серый

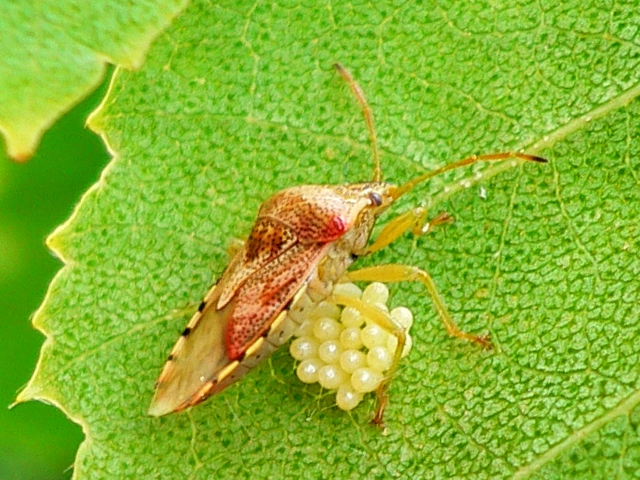
Щитник серый с яйцами

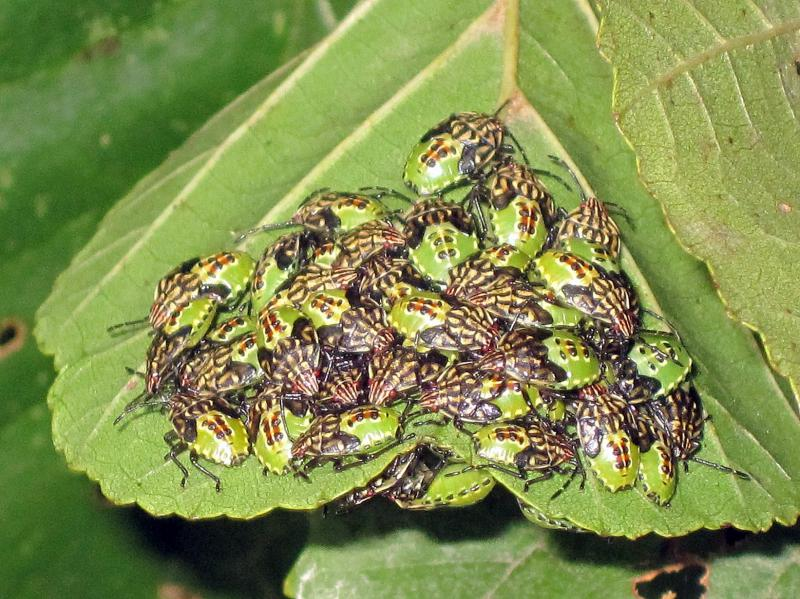
Скопление личинок

Щи́тник серый, или элазмуха берёзовая, или эласмуха берёзовая (лат. Elasmucha grisea), — вид клопов рода Elasmucha из семейства древесных щитников (Acanthosomatidae). Широко распространённый и обычный лесной палеарктический вид. Встречается от Европы до Сибири и Дальнего Востока, а также в Закавказье, Турции, Казахстане, Монголии и Китае. Клопы среднего размера, длина тела имаго может достигать 6—9 миллиметров. Окраска варьирует: красновато-коричневая, серо-зелёная с тёмными отметинами. Самцы меньше самок. Питаются на различных древесных растениях, в том числе на берёзе, ольхе, буке, падубе, ели и других. Высасывают соки плодов и семян, в результате чего снижается их всхожесть.
Для вида зафиксирована материнская забота (поведение по охране яиц и личинок-нимф). После яйцекладки самка стоит над кладкой яиц и защищает её на протяжении всего развития яиц. Репертуар защитного поведения самок, стоящих над пакетом яиц, включает в себя взмахи крыльями, подёргивание тела, наклон в сторону врага и, наконец, выделение «неприятных» запахов из ароматических желёз. Иногда самки совместно охраняют свои кладки бок о бок на одном и том же листе берёзы, что увеличивает шансы потомства на выживание. Эти насекомые служат примером самых ранних стадий эусоциальности.

## Описание
Клопы-щитники среднего размера. Длина тела имаго Elasmucha grisea может достигать 6—9 миллиметров. Самцы меньше самок. Обычно коричнево-красноватого цвета, но встречаются также серые (отсюда латинское видовое название grisea) и зелёно-коричневые экземпляры. Верхняя сторона покрыта тёмными точками. На щитике обычно имеется явный чёрный участок. Вентральная сторона не пунктирована чёрным. Передние углы переднеспинки со слабым зубцом, не выступающим за пределы глаза. Задние боковые углы переднеспинки тупые. Антенны 5-члениковые, светлые, тёмные только на последнем сегменте. Лапки состоят из двух сегментов. Щитик треугольный и достигает середины брюшка, голени без шипов, коннексивум двухцветный, жёлтый или зелёный с чёрными отметинами. Заднее основание переднеспинки шире переднего края щитика.
Общий внешний вид блестящий, цвет изменчивый и встречается светло-серо-коричневый, красновато-жёлтый или красновато-коричневый, обычно боковые углы переднеспинки и мембранальный шов красноватые. Верхняя поверхность тела отчётливо и редко пунктирована чёрным. Боковые края головы перед глазами несколько изогнуты; глаза отчётливые; антенны бледные, последний сегмент чёрный или иногда только его вершина чёрная; рострум желтоватый и несколько расширяется к средним тазикам. Боковой край пронотума прямолинейный или субчетырёхугольный; боковые края угловатые и несколько выступающие: базальный край скутеллюма несколько вогнут. Скутеллюм с чёрной отметиной на основании и дистальной частью беловато-желтоватого цвета. Кориум несколько менее сильно пунктирован, чем щитик и пронотум. Конечности желтовато-красные, вершина и основание каждого коннексивального сегмента узко пятнисто-чёрные. Брюшко и ноги желтоватые; лапки коричневые.
Представители данного вида отличаются от других представителей рода Elasmucha следующими признаками: брюшко с редкими чёрными точками или без пунктировки; плечевые углы переднеспинки с мелким зубчиком, который не заходит за край глаза; усики от основания до 3-го членика светлые; хоботок короткий и не заходит за тазики задней пары ног (у Elasmucha fieberi брюшко пунктированное, плечи с крупным зубцом на уровне глаза, усики чёрные и хоботок заходит за тазики); апикальная часть парамера самцов с зубцом на наружном крае; плечевой угол переднеспинки обычно светлый (у Elasmucha putoni он зачернён, а парамер без зубца).
Как и другие клопы, обладает заднегрудными и брюшными железами, выделяющими дурно пахнущую секрецию. Эта секреция используется для отпугивания потенциальных врагов и иногда выделяется, когда клопа беспокоят.

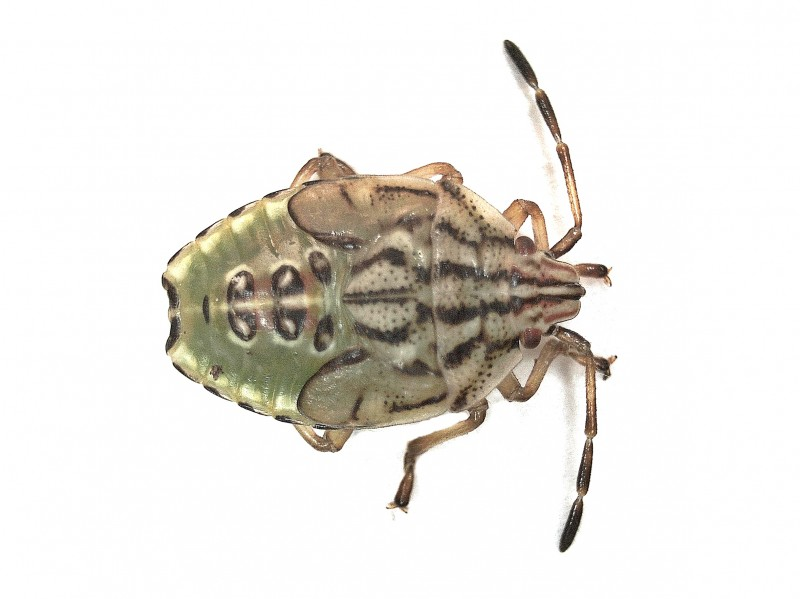
Нимфа
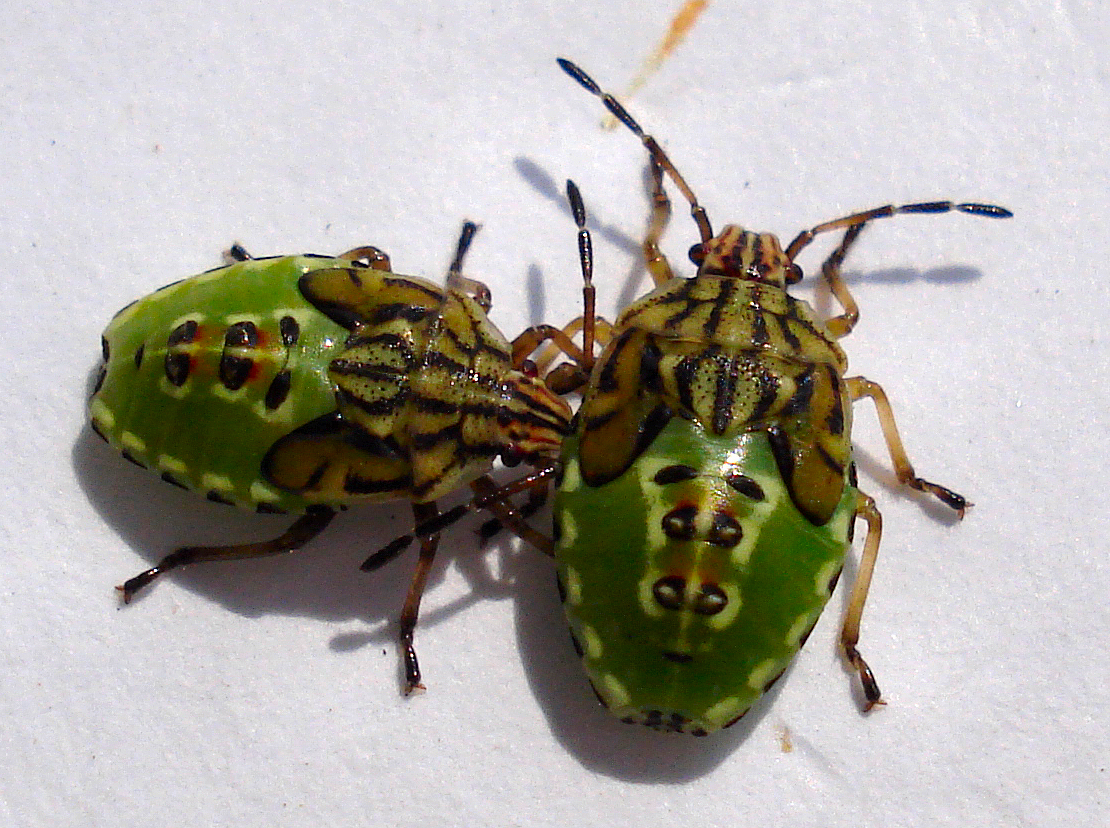
Нимфы
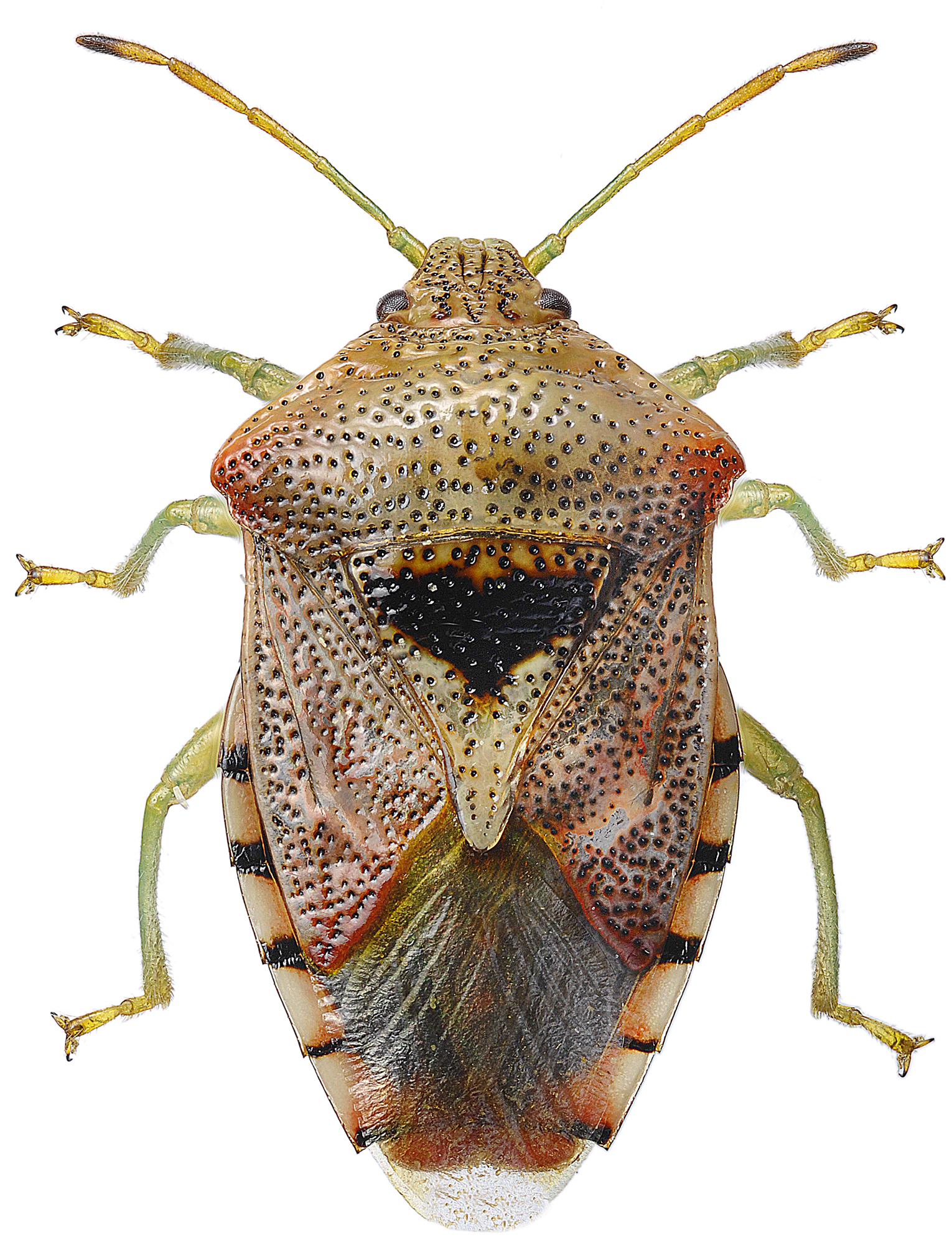
Имаго

Яйца овальной формы, длиной 1 мм и шириной 0,5 мм, расположены в кладке вертикально. Хорион очень тонкий. Откладка яиц происходит в относительно короткое время и, как правило, на нижнюю сторону листа. Весь запас яиц откладывается в течение нескольких часов для формирования типичной кладки. Для того, чтобы отложить одно яйцо, самке требуется не более 3 минут. Количество яиц в кладке варьирует от 32 до 52. Время развития яиц зависит от температуры и длится 10—15 дней. Беловатая окраска первых трёх дней сменяется светло-коричневато-жёлтой, примерно через 7 дней появляется красноватый цвет; также появляется хорион. Вылупление происходит только внутренним давлением личинки, при этом яйцо разрывается неравномерно в продольном направлении, иногда хориальная оболочка остается приклеенной к спине личинки в течение длительного времени.
Нимфы имеют 5 личиночных стадий. Стадия I характеризуется средней длиной 1,24 мм (предельные значения 1,16 мм и 1,3 мм) и шириной 0,88 мм (предельные значения 0,83 мм и 0,93 мм); форма тела овальная, окраска от бледно-коричневой до коричнево-красноватой, голова и переднеспинка затемнены, сегментарные границы почти черные. Антенны четырёхчлениковые, соотношение члеников усиков 1:2:3:4 как 2,5:4:4:9. Первый сегмент с одним волоском, 2-й и 3-й с несколькими, 4-й более щетинистый. Дорсальные железы расположены на 3, 4 и 5 сегментах.
Стадия II отличается средней длиной 2,45 мм и шириной 1,39 мм, более крупной головой, которая имеет вытянутую форму. Лоб, расширяющийся клином кпереди, тёмно-коричневый до красноватого, окаймлённый по бокам параллельно красноватой каймой. Глаза ярко-красные. Пронотум бледный посередине, справа и слева сопровождается двумя коричневатыми полосами, из которых внешняя более широкая. Дорсальные железы очень заметны из-за коричнево-чёрной пигментации. Между дорсальными железами красные полосы. Соотношение члеников усиков 7:14:10:14, таким образом, происходит значительное увеличение длины 2-го сегмента. Все членики, кроме 1-го, с длинными тонкими волосками.
Стадия III характеризуется средней длиной 3,1 мм и шириной 2 мм. Помимо размера и более ярких отметин, которые значительно варьируются, наиболее важной характеристикой является боковой выступ мезонотума и щитик посередине. 2-й членик усиков стал самым длинным, превосходя терминальный членик конечность. Соотношение члеников усиков 14:24:19:20.
Стадия IV отличается средней длиной 4,1 мм и шириной 2,6 мм. Характерной особенностью этой стадии является более сильное развитие крыловых зачатков, которые простираются до 1-го брюшного сегмента. Кроме того, можно наблюдать рост метанотума. Соотношение члеников усиков 1:2:3:4 как 16:32:25:23.
Стадия V отличается средней длиной 6 мм и шириной 4 мм. Цвет обычно светло-желтовато-коричневый с переменными коричневыми или красноватыми отметинами. Клипеус окаймлён чёрным. Изогнутые боковые края головы светлые, параллельно которым проходит преимущественно красная пигментированная полоса. Глаза полушаровидные, несколько выступающие.
Пронотум с плоским поперечным вдавлением, которое лежит немного впереди середины. Отсюда две тёмные полосы на половину переднеспинки простираются вперед, а три — назад. В зависимости от степени пигментации эти полосы имеют глубокий черновато-коричневый цвет или лишь слабо обозначены. Бледная полоса проходит через переднеспинку и щитик, слегка расширяясь над брюшком. На скутеллуме также имеются две тёмные полосы на каждой половине. Крыловые зачатки простираются до конца 3-го брюшного сегмента. Они окаймлены чёрным на дистальном конце, и каждый из них имеет две тёмные полосы и диагональную полосу. Основание рострума также чёрное. Рострум относительно короче, чем у предыдущих стадий, и доходит только до середины задних бёдер. Соотношение члеников усиков 1:2:3:4 как 26:54:34:31.

## Биология

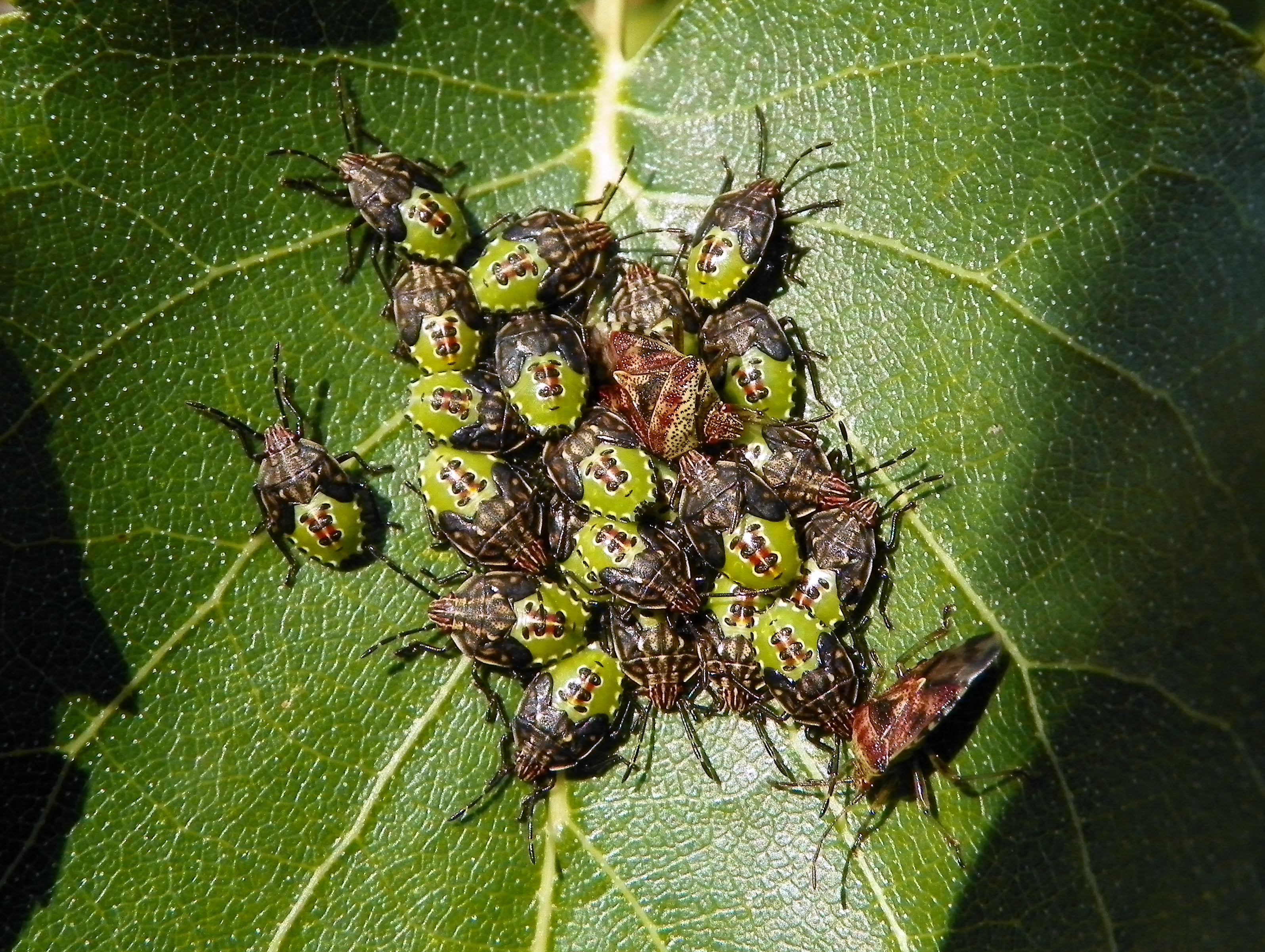
Две самки и скопление нимф

Дендробионтный вид, обитающий повсюду, где произрастают берёзы, в лесной и лесостепной зонах. Мезофильный клоп, фитофаг с относительно широким спектром питания (кроме собственно берёзы, это и ольха, бук и другие виды древесных растений). Как правило, моновольтинный вид с одним поколением в год (иногда с двумя), который уходит на зимовку на стадии взрослого насекомого. В Западной Сибири выходит из зимовки в конце апреля — начале мая и встречаются до сентября включительно; в березовых колках численность Elasmucha grisea достигает 20 % от всех щитников (Pentatomoidea). Кроме березовых лесов, также отмечаются в сосняках. В Казахстане щитник серый встречается во влажных травяных и березовых сосняках, во влажных разнотравных сосняках и влажных мохово-папоротниковых сосновых лесах. Доминирование вида Elasmucha grisea более тесно связано с берёзовыми лесами, где их средняя плотность 0,77 экз/м2. Виды клопов-дендробионтов обнаружены во всех типах леса, кроме каменно-лишайникового бора, и представлены главным образом щитником серым (Elasmucha grisea) и клопом-слепняком Lygocoris contaminatus (Miridae).

### Жизненный цикл
Взрослых особей E. grisea можно встретить круглый год. Фактически этот вид зимует во взрослом состоянии. Спаривание происходит весной, а новые имаго можно найти в августе. Эти щитники питаются плодами и семенами различных родов древесных растений, предпочтительно березой (Betula), но также ольхой (Alnus), буком (Fagus), падубом (Ilex), елью (Picea) и другими. Среди этих и других кормовых растений отмечены такие виды, как берёза повислая (Betula pendula), берёза пушистая (Betula pubescens), лещина обыкновенная (Corylus avellana), граб обыкновенный (Carpinus betulus), ольха серая (Alnus incana), ольха чёрная (Alnus glutinosa), бук европейский (Fagus sylvatica), дуб черешчатый (Quercus robur), тополь белый (Populus alba), осина (Populus tremula), ива (Salix spp.), липа (Tilia spp.), боярышник (Crataegus spp.), клён остролистный (Acer platanoides), платан восточный (Platanus orientalis), крапива (Urtica spp.), чистец лесной (Stachys sylvatica), пихта белая (Abies alba), ель обыкновенная (Picea abies), сосна обыкновенная (Pinus sylvestris), лиственница европейская (Larix decidua) и можжевельник обыкновенный (Juniperus communis).
Как и большинство щитников, E. grisea и другие полусоциальные клопы сосут сок растений, и для пищеварения им необходимы симбиотические бактерии. Они получают симбионтов в раннем возрасте: мать покрывает свои яйца бактериями, чтобы нимфы заглатывали их, питаясь оболочкой яйца. И взрослые особи, и нимфы охотно питаются развивающимися семенами, а размножающихся особей можно наблюдать на растениях-хозяевах с большим количеством молодых плодов.
В год имеет одну или две генерации (моно- или бивольтинный вид), а число поколений зависит от возможности сезонной смены кормовых растений. Сезонная смена пищевых растений позволяет клопам полностью использовать тёплое время года, даже если основное пищевое растение недоступно с ранней весны до поздней осени. Так, в Германии весной и в начале лета нимфы Elasmucha grisea развиваются исключительно на березе (Betula pendula) и не могут успешно развиваться на ольхе (Alnus glutinosa) до начала августа. Только после этого имаго переходят на ольху и используют её до конца сезона. Тесты альтернативного выбора и эксперименты в лаборатории также показали, что взрослые особи E. grisea предпочитают берёзу весной и ольху летом. Такое изменение предпочтения пищевых растений гарантирует оптимальную эффективность репродуктивного процесса.
На молодых стадиях все личинки обладают ярко выраженным стайным инстинктом. В первые три дня своей жизни личинки не отходят от матери, но затем рассеиваются на листьях, иногда и на тонких веточках, но всегда возвращаются к матери.
Они всегда возвращаются к самке, которая в это время не мигрирует, если она чувствует тактильный раздражитель в виде личинок на нижней стороне своего тела. Личинки мигрируют как днем, так и после наступления темноты.
Миграции первой стадии, которые простираются всего на 20 см, всегда ведут обратно к матери, на более поздних стадиях — лишь изредка; поэтому иногда можно найти несколько личинок III стадии в скоплении личинок II стадии. Поскольку тело самки слишком мало, чтобы охватить таких крупных личинок, личинки образуют диск, в центре которого сидит самка, образуя кольцо, ширина которого в два раза превышает ширину тела непокрытых личинок. Начиная с 3-го дня молодые особи распределяются на верхней и нижней сторонах листьев, обычно мигрируя небольшими группами по 5—8 особей вдоль стеблей на внутреннюю сторону веток, особенно если боковые стороны густо покрыты личинками. Поскольку кладка содержит около 50 яиц, а на отдельных листьях наблюдали более 100 личинок, нет сомнений, что иногда вместе собираются особи из двух кладок.

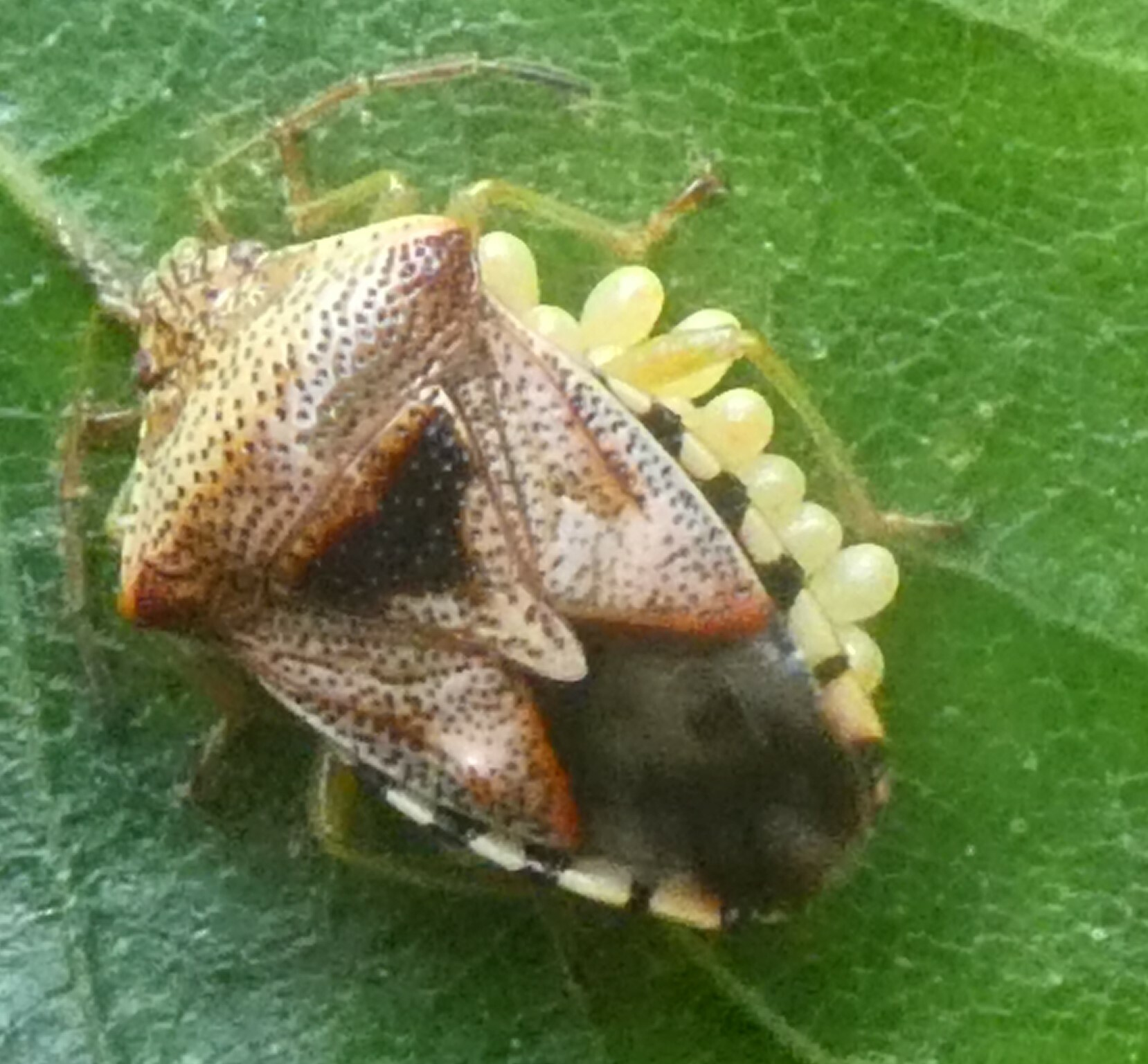
Самка с пакетом яиц

### Родительское поведение

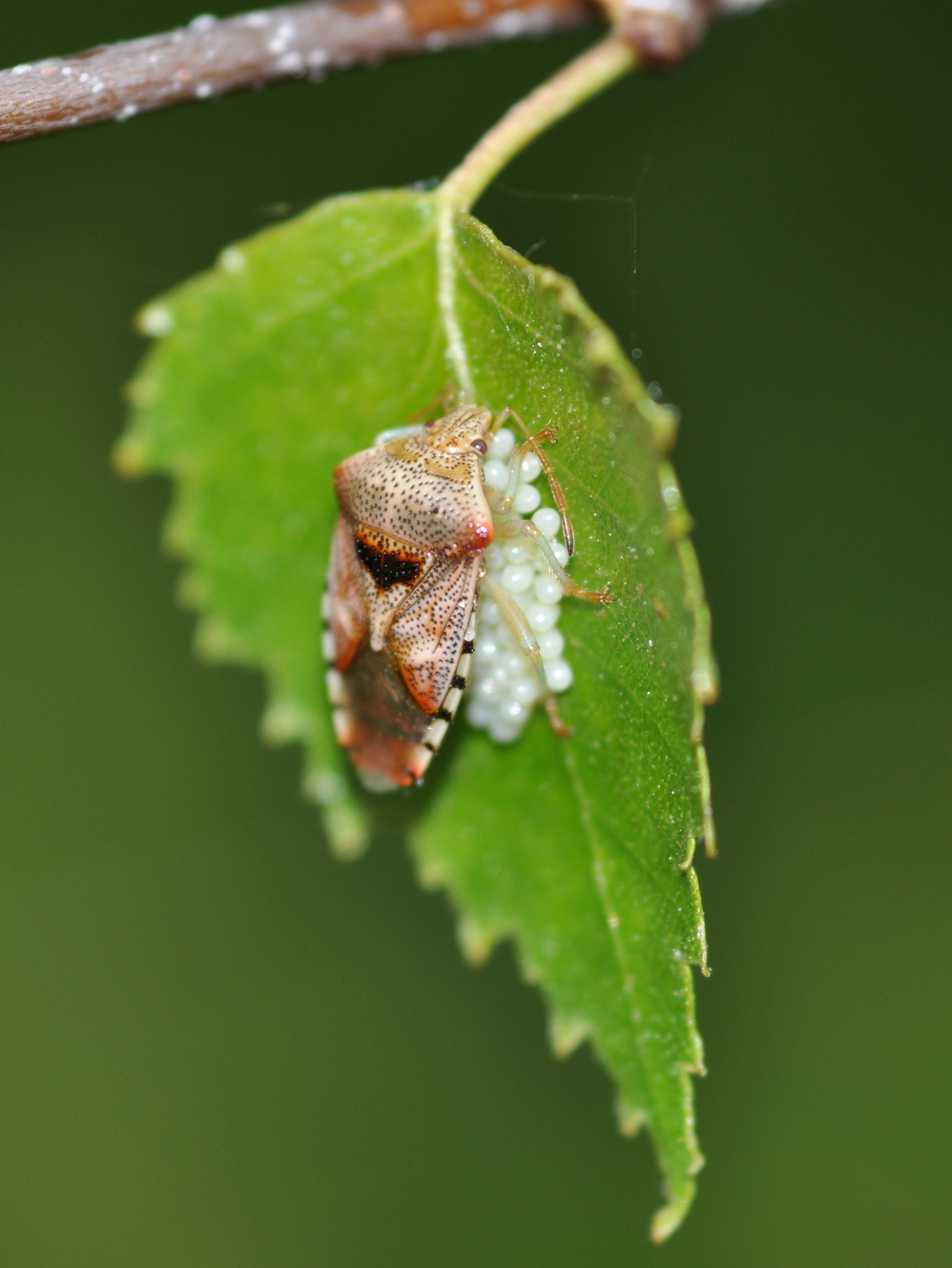
Самка под листом

Общепринятое английское название щитника серого «parent bug» («родительский клоп») происходит от относительно редкого для насекомых поведения длительной заботы о яйцах и молодняке, демонстрируемого самками этого вида. Хищники, такие как клопы-хищнецы, жужелицы, уховёртки и муравьи, могут уничтожить всё потомство родительского клопа, если отсутствует материнская забота. Репертуар защитного поведения самок включает в себя взмахи крыльями, подёргивание тела, наклон в сторону врага и, наконец, выделение «неприятных» запахов из ароматических желёз.
После яйцекладки самка щитника серого стоит над кладкой яиц и защищает её на протяжении всего развития яиц. Хищничество, по-видимому, ограничивает размер кладки у E. grisea. Эксперименты показали, что крупные самки откладывают более крупные кладки яиц, чем мелкие самки. Однако при манипулировании размером кладки маленькие самки, охраняющие большие кладки, теряли значительно больше яиц, чем большие самки, охраняющие маленькие кладки, или самки в контрольных группах (охраняющие кладки оптимального размера).
После вылупления личинки щитника серого остаются в тесном скоплении, питаясь своими пустыми яичными оболочками. Когда какая-либо личинка пытается покинуть скопление, самка наклоняет своё тело, вытягивает антенны, чтобы достать личинку, и толкает её обратно в скопление. Во втором и третьем возрастах они перемещаются в поисках пищи к плодам, затем возвращаются к листу, при этом самка находится рядом. Самка постоянно следит за личинками и управляет ими прикосновениями своих усиков. Наконец, личинки образуют небольшие группы и рассеиваются в конце третьего возраста, после чего самка покидает их.
Линька E. grisea на стадии раннего возраста может быть асинхронной. Пока одни личинки ещё находятся на стадии первого возраста, другие уже линяют до стадии личинок второго возраста и покидают выводковый лист в поисках пищи. При таких обстоятельствах самка уже не в состоянии обеспечить эффективную защиту для всех своих личинок. Потомство разных самок вступает в контакт друг с другом и образует смешанные группы. У этого вида не существует родственного признания. Как одиночные, так и совместно охраняющие самки обеспечивают родительскую заботу о своих собственных личинках или потомстве других самок. Личинки, вероятно, получают пользу от таких «детских садов», когда их матери исчезают или умирают. Материнская защита эффективна против беспозвоночных хищников примерно на 75 %, и, как показали исследования, около четверти самок теряют весь выводок из-за хищников, в основном муравьёв (Formica sp.). Смертность потомства у этого клопа значительно коррелирует с количеством муравьёв на берёзах. Без материнской защиты выживаемость потомства близка к нулю. Более того, совместно охраняющие самки защищают кладки яиц гораздо успешнее, чем одиночные самки.

#### Совместная охрана потомства

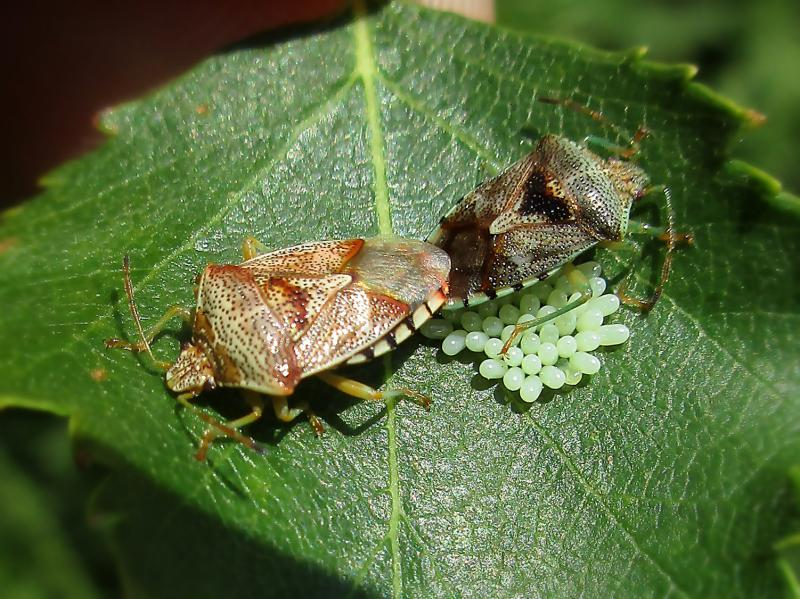
Имаго у пакета яиц

Самки серого щитника иногда охраняют свои кладки бок о бок на одном и том же листе берёзы. Очевидно, что скопление самок не является следствием недостатка мест для откладки яиц, поскольку наличие подходящих мест для яйцекладки практически не ограничено. Одно дерево берёзы содержит сотни тысяч листьев, но не более 30—40 клопов серых щитников. Кроме того, листья не являются ресурсом для потомства, которое после вылупления питается развивающимися семенами. Возможно, что самки защищают свой выводок более эффективно, если они находятся вместе. В Финляндии встречаемость совместной охраны у серого щитника различается в разных местах. Например, в Товеторпе все наблюдаемые 45 самок были одиночными, так же как и в Тварминне (120 самок). В Турку было 4 пары и 32 одиночные самки. Около Корпилахти обнаружено 39 групп самок (18 пар, 1 трио) и 89 одиночно охраняющих самок.
Преимущества такого поведения совместной охраны потомства изучалась как в полевых, так и в лабораторных условиях. Обнаружено, что у соседних самок их кладки яиц были значительно крупнее, чем кладки у одиночных самок. В лаборатории показана эффективность совместной и одиночной защиты от хищников-муравьёв (черноголовый муравей, Formica uralensis). Исследователи создавали пары самок из изначально одиночно охраняющих самок, отрезая кусочки листьев с самкой и кладкой яиц и приклеивая их рядом с другой самкой, охраняющей свою кладку (примерно в 5 мм друг от друга). Масса отдельных самок была примерно одинаковой, около 20 мг. В контрольной группе самки удалялись с листа, но их кладки были помещены на другой лист без самки. Берёзовые ветки, на которых самки охраняли свои кладки, были помещены в клетки в непосредственной близости от лабораторных муравьиных гнёзд. В экспериментальной процедуре две самки охраняли свои кладки вместе, а в том же гнезде находилась другая берёзовая ветка без самки. В контроле две ветки с одной самкой на каждой размещались рядом с другим муравьиным гнездом. В итоге обнаружено, что две самки защищали свои кладки значительно успешнее, потеряв меньше яиц, чем одиночные самки. Эта примитивная форма социальности самок у клопов напоминает колониальное гнездование у птиц, где защита в сообществе также важна. Однако это первый эксперимент, в котором преимущества совместной охраны были проверены непосредственно путём манипулирования размером размножающейся группы, а не путём измерения риска хищничества в группах разного размера. Совместная охрана выводка у серого щитника напоминает парасоциальность у одиночных жалящих перепончатокрылых насекомых (Hymenoptera), которые иногда «делят» свои гнёзда, но самки в действительности не сотрудничают в строительстве и обеспечении потомства. Эти насекомые служат примером самых ранних стадий эусоциальности.

### Звуки
Elasmucha grisea — один из видов, у которых звуки издаёт только самец. Обычно это происходит перед копуляцией. По крайней мере, ни в одном случае нельзя было зарегистрировать звука от самки. «Песня» самца длится около 45 минут, звуки были длинными и издавались с нерегулярными интервалами. Первый звук, который длился 1,3 секунды, имел основную частоту 67 Гц, но затем увеличился до 83 Гц. Сначала модуляция амплитуды периодическая, но позже она становится нерегулярной. 2-й звук, длительность которого составляет 1,0 сек, также увеличивает основную частоту с 67 Гц до 83 Гц. По сравнению с тоном сверчков (5000—17000 Гц), саранчи (6000—8000 Гц) и цикад (7000—8000 Гц), частоты звуки щитников необычайно низкие, то есть на 2—3 октавы ниже камертона, который имеет 440 Гц колебаний в секунду. Звуковую вибрацию генерируют два первых брюшных сегмента. Самцы серого щитника также издают звуки в одиночку, но только при контакте друг с другом.

### Паразиты
Муха-тахина, Subclytia rotundiventris, является специализированным эндопаразитоидом самок щитника серого. Муха откладывает одно яйцо через верхнюю часть проторакса самки E. grisea, и после вылупления личинка питается своим хозяином. Вначале она питается только неживыми частями клопа, но, в конце концов, убивает и окукливается вне хозяина. Личинка «разрешает» щитнику продолжать заботиться о молодняке до третьей стадии. В экспериментах махание крыльями (считающееся наиболее эффективным защитным поведением родительского клопа) не имело существенных различий между заражёнными и незаражёнными самками, пока нимфы находились на стадии второго возраста. Однако с более взрослыми нимфами самки были гораздо менее эффективны в своем защитном поведении и часто погибали до окончания материнской заботы. Учитывая, что старшие нимфы более подвижны и могут убегать от хищников, некоторые потомки заражённых самок щитника серого, вероятно, выживают и могут быть потенциальными хозяевами для нового поколения паразитоида.

## Значение
Вредит берёзе и ольхе. Нимфы питаются содержимым плодов и семян, в результате чего снижается их всхожесть. В Западной Сибири личинки и имаго снижают всхожесть семян берёзы на 30—40 %. В Якутии в начале лета наблюдалось повреждение семян берёзы при дополнительном питании клопом Elasmucha grisea. Часть семян при этом гибнет, но существенного значения это не имеют, так как берёзовые леса там в основном порослевого происхождения.

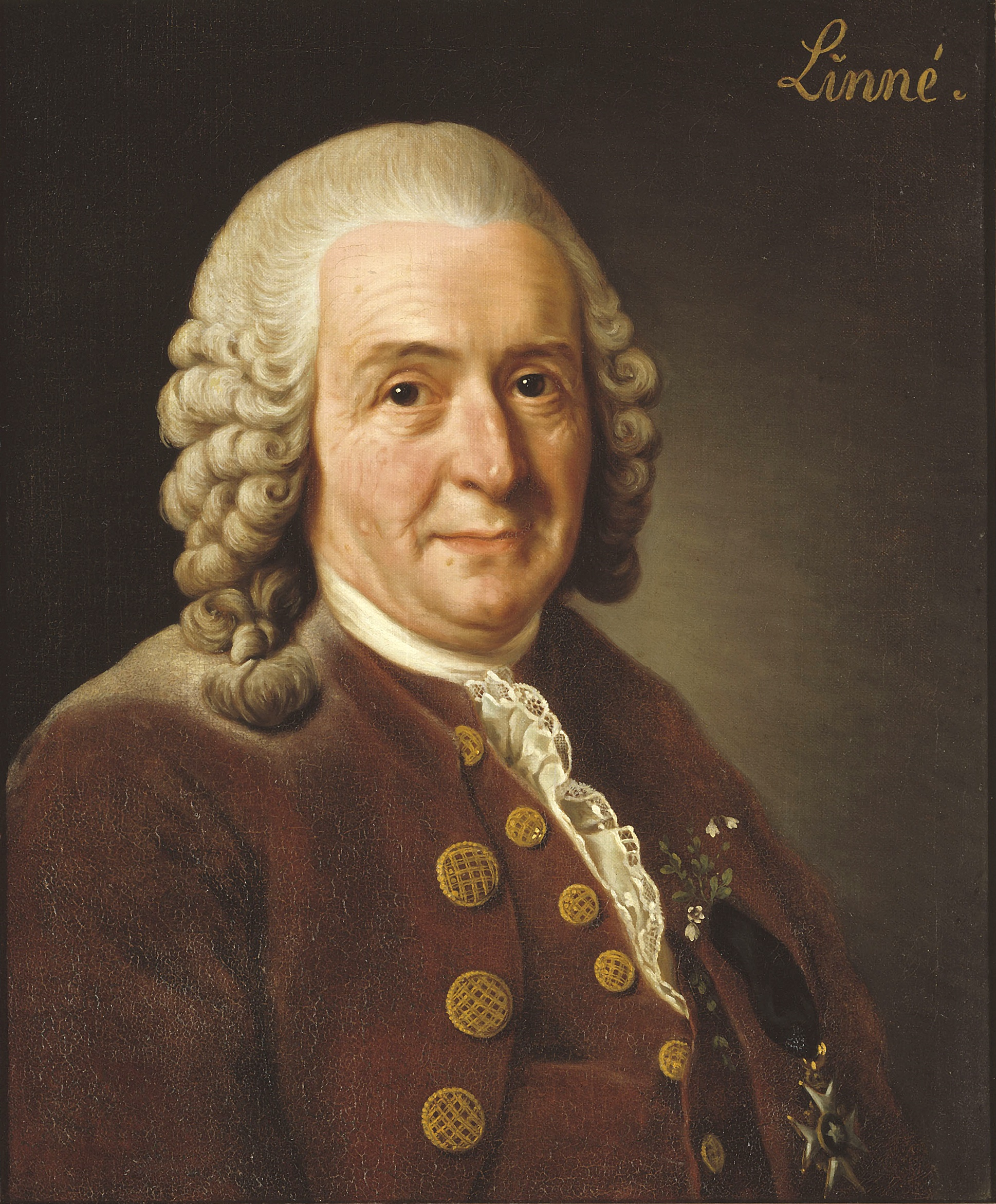
Карл Линней описал вид в 1758 году.

## Распространение
Широко распространённый и обычный лесной палеарктический вид. Встречается от Европы до Сибири и Дальнего Востока, а также в Закавказье, Турции, Казахстане, Монголии и Китае. Ареал в Европе включает следующие страны: Албания, Австрия, Бельгия, Босния и Герцеговина, Болгария, Беларусь, Венгрия, Великобритания, Германия, Греция, Дания, Испания, Италия, Латвия, Литва, Люксембург, Македония, Молдова, Нидерланды, Норвегия, Польша, Португалия, Румыния, европейская часть России (центр, север и юг), Словакия, Словения, Украина, Финляндия, Франция, Хорватия, Чехия, Швейцария, Эстония, Югославия.

## Таксономия
Вид был впервые описан в 1758 году шведским натуралистом Карлом Линнеем под названием Cimex griseus Linnaeus, 1758. В дальнейшем был описан под несколькими другими названиями (сведёнными в синонимы), в том числе Карлом де Гером (Cimex betulae De Geer,  1773), Иоганном Христианом Фабрицием (Cimex agathinus Fabricius, 1794) и другими энтомологами. Таксон сменил несколько родов (Acanthosoma, Elasmucha). Выделяют два подвида, номинативный Elasmucha grisea grisea (Linnaeus, 1758) и Elasmucha grisea cypria Josifov, 1971.